# Konami's Soccer
Konami's Soccer es un videojuego de Fútbol que fue lanzada para MSX, en 1985 en Japón y fue desarrollada y publicada por Konami, también fue relanzada en 23 de diciembre de 2014 para EGG Project como Windows Store.
- Datos: Q14942074